# Coppa Italia 1967/1968
Dvacátý první ročník Coppa Italia (italského fotbalového poháru) se konal od 3. září 1967 do 30. června 1968. Turnaj vyhrál Turín, které slavilo již potřetí v klubové historii.
Soutěže se zúčastnilo 16 týmů ze Serie A a 21 ze Serie B. Hrálo se jiným způsobem než obvykle. Hrálo se odděleně na dvě vyřazovací kola, poté čtvrtfinále systémem doma-venku a pak se vítězové utkali proti sobě v jedné skupině systémem doma-venku.
Nejlepší střelec se stal Lucio Mujesan (Bari), který vstřelil šest branek.

## Účastníci

### Serie A
- Atalanta
- Boloňa
- Brescia
- Cagliari
- Fiorentina
- Inter
- Juventus
- Lanerossi Vicenza
- Mantova
- Milán
- Neapol
- Řím
- Sampdoria
- SPAL
- Turín
- Varese

### Serie B
- Bari
- Benátky
- Catania
- Catanzaro
- Foggia & Incedit
- Janov
- Lazio
- Lecco
- Livorno
- Messina
- Modena
- Monza
- Novara
- Padova
- Palermo
- Perugia
- Pisa
- Potenza
- Reggiana
- Reggina
- Verona

## Zápasy

### Serie A

#### 1. kolo
Zápasy byly na programu od 3.–10. září 1967.
Poznámky
|  | Postup do dalšího kola |

| Domácí     | Výsledek | Hosté     |
| ---------- | -------- | --------- |
| Milán      | 2:0      | Cagliari  |
| Turín      | 1:0      | Sampdoria |
| Fiorentina | 4:1      | Řím       |
| L. Vicenza | 1:2      | Atalanta  |
| Neapol     | 4:1      | SPAL      |
| Inter      | 4:2      | Brescia   |
| Juventus   | 0:0      | Varese    |
| Mantova    | 0:4      | Boloňa    |

#### 2. kolo
Zápasy byly na programu 8. listopadu 1967.
| Domácí | Výsledek          | Hosté      |
| ------ | ----------------- | ---------- |
| Milán  | 1:1 (6:4 na pen.) | Varese     |
| Turín  | 1:0               | Neapol     |
| Boloňa | 2:1               | Fiorentina |
| Inter  | 4:1               | Atalanta   |

### Serie B

#### 1. kolo
Zápasy byly na programu od 3. září 1967.
| Domácí  | Výsledek     | Hosté    |
| ------- | ------------ | -------- |
| Benátky | 3:1          | Padova   |
| Bari    | 1:0          | Janov    |
| Verona  | 1:0          | Lecco    |
| Lazio   | 0:0          | Perugia  |
| Modena  | 3:2 (prodl.) | Reggiana |
| Monza   | 4:2          | Novara   |
| Potenza | 3:2          | Messina  |
| Palermo | 1:0          | Foggia   |

#### Kvalifikace
Zápasy byl na programu 27. září 1967.
| Domácí    | Výsledek       | Hosté   |
| --------- | -------------- | ------- |
| Bari      | 3:2 v (prodl.) | Verona  |
| Catanzaro | 2:1 v (prodl.) | Potenza |
| Monza     | 0:1            | Livorno |
| Reggina   | 1:0            | Lazio   |
| Pisa      | 1:0            | Verona  |

#### 2. kolo
Zápasy byly na programu 2. listopadu 1967.
| Domácí    | Výsledek       | Hosté   |
| --------- | -------------- | ------- |
| Bari      | 2:0            | Livorno |
| Catanzaro | 2:0            | Palermo |
| Reggina   | 1:0 v (prodl.) | Benátky |
| Pisa      | 1:0            | Modena  |

### Čtvrtfinále
Zápasy byly na programu 13. prosince 1967 a 17. ledna 1968.
| Domácí    | Výsledek  | Hosté  |
| --------- | --------- | ------ |
| Bari      | 1:1 a 1:4 | Milán  |
| Catanzaro | 0:0 a 0:2 | Turín  |
| Reggina   | 0:2 a 0:4 | Boloňa |
| Pisa      | 1:1 a 0:1 | Inter  |

### Finálová skupina

#### Zápasy

##### 1. kolo
| 13. 6. 1968 | Inter                                       | 3 : 3  | Boloňa                           | Stadio San Siro, Milán, Itálie |  |  |
| 21:15       | Ardizzon 55 (vl.)' Cappellini 68' Bedin 75' | Report | 3' Tentorio 42' Pace 51' Clerici | Rozhodčí: Bruno De Marchi      |  |  |
|             |                                             |        |                                  |                                |  |  |

| 13. 6. 1968 | Turín | 0 : 0  | Milán | Stadio Comunale, Turín, Itálie |  |  |
| 21:15       |       | Report |       | Rozhodčí: Antonio Sbardella    |  |  |
|             |       |        |       |                                |  |  |

##### 2. kolo
| 16. 6. 1968 | Inter | 0 : 0  | Milán | Stadio San Siro, Milán, Itálie |  |  |
| 21:15       |       | Report |       | Rozhodčí: Fabio Monti          |  |  |
|             |       |        |       |                                |  |  |

| 16. 6. 1968 | Boloňa    | 1 : 1  | Turín            | Stadio Comunale, Boloňa, Itálie |  |  |
| 21:15       | Turra 63' | Report | 58 (vl.)' Janich | Rozhodčí: Giorgio Genel         |  |  |
|             |           |        |                  |                                 |  |  |

##### 3. kolo
| 19. 6. 1968 | Milán                 | 2 : 1  | Boloňa  | Stadio San Siro, Milán, Itálie |  |  |
| 21:15       | Prati 42' Sormani 89' | Report | 7' Pace | Rozhodčí: Aurelio Angonese     |  |  |
|             |                       |        |         |                                |  |  |

| 19. 6. 1968 | Turín           | 1 : 0  | Inter | Stadio Comunale, Turín, Itálie |  |  |
| 21:15       | Dotti 28 (vl.)' | Report |       | Rozhodčí: Paolo Toselli        |  |  |
|             |                 |        |       |                                |  |  |

##### 4. kolo
| 23. 6. 1968 | Boloňa | 0 : 2  | Inter                   | Stadio Comunale, Boloňa, Itálie |  |  |
| 21:15       |        | Report | 6' Suárez 30' Facchetti | Rozhodčí: Fulvio Pieroni        |  |  |
|             |        |        |                         |                                 |  |  |

| 23. 6. 1968 | Milán    | 1 : 1  | Turín       | Stadio San Siro, Milán, Itálie |  |  |
| 21:15       | Prati 6' | Report | 86' Facchin | Rozhodčí: Antonio Di Tonno     |  |  |
|             |          |        |             |                                |  |  |

##### 5. kolo
| 26. 6. 1968 | Milán                                             | 4 : 2  | Inter                  | Stadio San Siro, Milán, Itálie |  |  |
| 21:15       | Sormani 6' Hamrin 52' Schnellinger 78' Rosato 86' | Report | 3' Nielsen 66' Achilli | Rozhodčí: Mario Bernardis      |  |  |
|             |                                                   |        |                        |                                |  |  |

| 26. 6. 1968 | Turín                                   | 4 : 0  | Boloňa | Stadio Comunale, Turín, Itálie |  |  |
| 21:15       | Ferrini 10', 14' Facchin 44' Combin 73' | Report |        | Rozhodčí: Francesco Francescon |  |  |
|             |                                         |        |        |                                |  |  |

##### 6. kolo
| 30. 6. 1968 | Boloňa                           | 2 : 1  | Milán     | Stadio Comunale, Boloňa, Itálie |  |  |
| 21:15       | Schnellinger 46 (vl.)' Turra 88' | Report | 61' Prati | Rozhodčí: Concetto Lo Bello     |  |  |
|             |                                  |        |           |                                 |  |  |

| 30. 6. 1968 | Inter | 0 : 2  | Turín                  | Stadio San Siro, Milán, Itálie  |  |  |
| 21:15       |       | Report | 71' Fossati 45' Combin | Rozhodčí: Alessandro D'Agostini |  |  |
|             |       |        |                        |                                 |  |  |

#### Tabulka
| Poř. | Tým    | Z | V | R | P | VG | OG | B |
| ---- | ------ | - | - | - | - | -- | -- | - |
| 1.   | Turín  | 6 | 3 | 3 | 0 | 9  | 2  | 9 |
| 2.   | Milán  | 6 | 2 | 3 | 1 | 8  | 6  | 7 |
| 3.   | Inter  | 6 | 1 | 2 | 3 | 7  | 10 | 4 |
| 4.   | Boloňa | 6 | 1 | 2 | 3 | 6  | 12 | 4 |

## Vítěz
| Coppa Italia Vítěz pro rok 1967/1968 |
| ------------------------------------ |
| Turín FC                             |
|                                      |